# Stade du Centre sportif olympique de Nankin
 (avril 2025).
Si vous disposez d'ouvrages ou d'articles de référence ou si vous connaissez des sites web de qualité traitant du thème abordé ici, merci de compléter l'article en donnant les références utiles à sa vérifiabilité et en les liant à la section « Notes et références ».
Le stade du Centre sportif olympique de Nankin (en chinois : 南京奥林匹克体育中心) est un stade de football situé à Nankin dans la province de Jiangsu en Chine.

## Événements
- Jeux olympiques de la jeunesse d'été de 2014

## Galerie

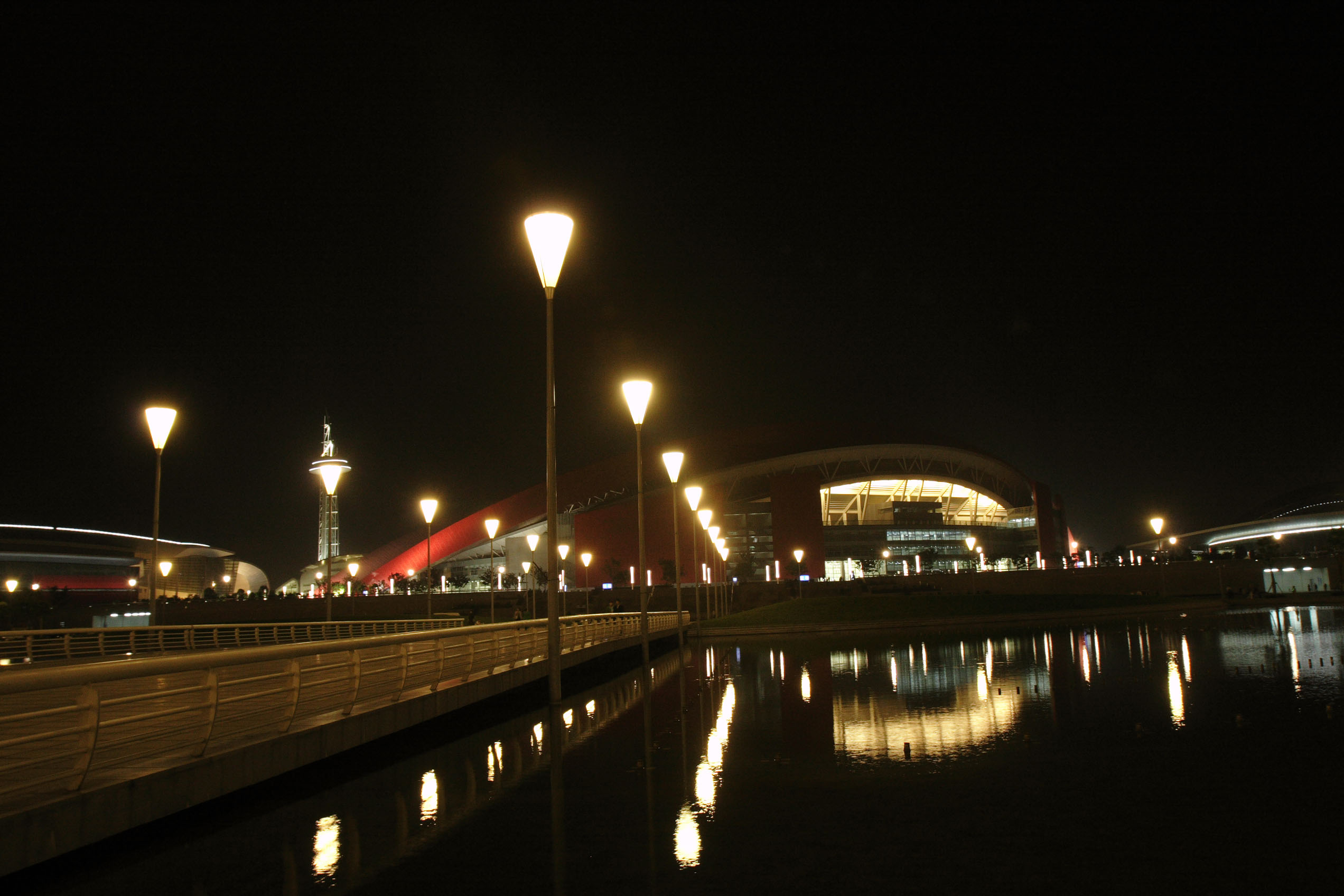